# José de Espronceda
José Ignacio Javier Oriol Encarnación de Espronceda y Delgado (Almendralejo, 25 maart 1808 - Madrid, 23 mei 1848), kortweg José de Espronceda, was een Spaanse toneelschrijver en dichter.
In Spanje staat hij bekend als de meest prominente dichter uit de Spaanse romantiek.
- Biblioteca Nacional de España: XX832205
- Bibliothèque nationale de France: cb119964128 (data)
- Catàleg d'autoritats de noms i títols de Catalunya: 981058519940406706
- CiNii: DA02162717
- Digitale Bibliotheek voor de Nederlandse Letteren: espr002
- Gemeinsame Normdatei: 118682407
- International Standard Name Identifier: 0000 0001 0860 8270
- Library of Congress Control Number: n80107188
- MusicBrainz: 4819df59-837e-4eea-b492-055fdba78b12
- Bibliotheek van het Japanse parlement: 001127914
- Nationale Bibliotheek van Tsjechië: jn19990002115
- Nationale bibliotheek van Australië: 35068382
- Nationale Bibliotheek van Israël: 987007276041305171
- Nationale Bibliotheek van Polen: a0000001054331
- Nederlandse Thesaurus van Auteursnamen: 069282528
- Istituto Centrale per il Catalogo Unico: SBLV111876
- LIBRIS: 185669
- SNAC: w6hm5w0b
- Système universitaire de documentation: 028051394
- Trove: 817269
- Virtual International Authority File: 20632
- WorldCat: E39PBJqvV8RHGByvWT9rXkHBfq